# Beilschmiedia tovarensis
Beilschmiedia tovarensis là loài thực vật có hoa trong họ Nguyệt quế. Loài này được Carl Meissner  miêu tả khoa học đầu tiên năm 1864 dưới danh pháp Hufelandia tovariensis, dựa theo mô tả trước đó của Johann Friedrich Klotzsch & Gustav Karl Wilhelm Hermann Karsten. Năm 1999, Sachiko Nishida chuyển nó sang chi Beilschmiedia.

## Phân bố
Loài này có tại Trung Mỹ (từ Costa Rica đến Trinidad) và miền tây Nam Mỹ (Colombia, Venezuela).